# Хоффман, Огден
Огден Хоффман (англ. Ogden Hoffman; 3 мая 1793, Нью-Йорк, США — 1 мая 1856[…], Нью-Йорк, Нью-Йорк) — американский юрист и политик, два срока прослуживший в Палате представителей США.

## Ранняя жизнь
Родился 3 мая 1793 года в семье генерального прокурора Нью-Йорка Джосайи Огдена Хоффмана и Мэри (Колден) Хоффман. Изучал антиковедение и в 1812 году окончил Колумбийский колледж.

## Карьера
В течение трёх лет служил в Военно-морских силах США и 1814 году стал уорент-офицером midshipman. Принимал участие в Англо-американской войне и Второй берберийской войне в качестве члена экипажа фрегата «Президент». В 1814 году попал в плен, когда «Президент» был захвачен.
После ухода из военно-морского флота изучал право у своего отца. В 1818 году был принят в адвокатскую палату и начал работать юристом в городе Гошен штата Нью-Йорк.

### Политическая карьера
С мая 1823 года по январь 1826 года был окружным прокурором (англ. district attorney) округа Ориндж штата Нью-Йорк. В 1826 году был членом Ассамблеи штата Нью-Йорк (Orange Co.). Затем вернулся в город Нью-Йорк и там работал юристом в партнерстве с Хью Максвеллом, окружным прокурором округа Нью-Йорк.
В 1828 году Хоффман снова стал членом Ассамблеи штата Нью-Йорк (New York Co.). С 1829 года по 1835 год был окружным прокурором округа Нью-Йорк.
Он не согласился с администрацией президента США Эндрю Джексона по поводу необходимости создания центрального банка, зарегистрированного на федеральном уровне. Хоффман вышел из политического общества Таммани-холл и из Демократической партии, и присоединился к Партии вигов после решения Джексона не выдавать лицензию Второму банку Соединённых Штатов.
В 1836 году Хоффман защищал Ричарда П. Робинсона на суде по делу об убийстве проститутки Хелен Джуэтт и добился оправдания своего клиента. Её убийство и последующее разбирательство стали одним из первых секс-скандалов, получивших подробное освещение в прессе.
Хоффман был избран от Партии вигов в 25-й и 26-й Конгрессы США, занимая этот пост с 4 марта 1837 года по 3 марта 1841 года. С 1841 по 1845 год он был прокурором Южного округа Нью-Йорка. С 1854 по 1855 год был генеральным прокурором Нью-Йорка, избранным по списку вигов на выборах в штате Нью-Йорк в 1853 году.

## Личная жизнь
27 июня 1819 года Хоффман женился на Эмили Берролл, дочери Чарльза Берролла. У них было двое детей:
- Чарльз Берролл Хоффман (1821–1892), женившийся на Харриет Бронсон Уиллетт, внучке доктора Исаака Бронсона[англ.].
- Огден Хоффман-младший[англ.] (1822–1891), более 40 лет проработавший федеральным судьей в штате Калифорния.

В ноябре 1838 года женился на Вирджинии Саутхард, дочери Сэмюэля Саутхарда, бывшего сенатора США, министра Военно-морского флота и десятого губернатора штата Нью-Джерси. У них было трое детей:
- Сэмюэл Саутхард Хоффман
- Мэри Колден Хоффман
- Вирджиния Саутард Хоффман

Огден Хоффман умер 1 мая 1856 года в своем доме на Девятой улице в городе Нью-Йорк из-за отёка лёгких. Он был похоронен в Церкви Святого Марка в Бауэри.